# میلان سرسکیچ
میلان سرسکیچ (انگلیسی: Milan Srškić؛ ۳ مارس ۱۸۸۰ – ۱۲ آوریل ۱۹۳۷) سیاست‌مدار اهل صربستان بود. وی از ۳ ژوئیه ۱۹۳۲ تا ۲۷ ژانویه ۱۹۳۴ نخست‌وزیر یوگسلاوی بود.
میلان سرسکیچ در ۱۲ آوریل ۱۹۳۷، در سن ۵۷ سالگی درگذشت.